# Bollewick
Bollewick es un municipio situado en el distrito de Llanura Lacustre Mecklemburguesa, en el estado federado de Mecklemburgo-Pomerania Occidental (Alemania), a una altitud de 90 metros. Su población a finales de 2016 era de Bollewick habs. y su densidad poblacional, 600 hab/km².